# Tylerichthys
Tylerichthys es un género extinto de peces acantúridos del orden Perciformes. Este género marino fue descrito científicamente por Blot en 1981.

## Especies
Clasificación del género Tylerichthys:
- † Tylerichthys Blot 1980
  - † Tylerichthys milani Blot y Tyler 1990
  - † Tylerichthys nuchalis Agassiz 1842